# 桜川市立坂戸小学校
桜川市立坂戸小学校（さくらがわしりつ さかどしょうがっこう）は、茨城県桜川市西飯岡にある公立小学校。

## 概要

### 求める児童像
- 思いやりのある子
- 健やかな体をつくる子
- 進んで学ぶ子

## 沿革
- 1873年（明治6年）4月21日 - 昇竜小学校が開校
- 1875年（明治8年） - 小幡村本田に学校を建設し、小幡小学校と改称
- 1878年（明治11年）11月 - 西飯岡校舎新築移転
- 1880年（明治13年）1月 - 西飯岡小学校と改称
- 1884年（明治17年）2月 - 村立中等西飯岡小学校と改称
- 1886年（明治19年）11月25日 - 中等西飯岡、初等犬田、初等大泉の三小学校を廃し、西飯岡尋常小学校を設立
- 1889年（明治22年）7月1日 - 富岡外13ヶ村が合併して西那珂村となり，西那珂尋常小学校と改称
- 1892年（明治25年）9月1日 - 西那珂第二小学校設置に伴い、西那珂第一小学校と改称。高等科を置き、西那珂尋常小学校と改称
- 1924年（大正14年）1月1日 - 町制が施行され西那珂村は岩瀬町となり、校名を岩瀬尋常小学校と改称
- 1941年（昭和16年）4月1日 - 国民学校令が施行され、岩瀬第一国民学校と改称
- 1947年（昭和22年）4月 - 岩瀬第一小学校と改称
- 1955年（昭和30年）3月31日 - 町村合併により岩瀬町立坂戸小学校と改称
- 1970年（昭和45年）1月12日 - プール完成（総工費1231万円）
- 1979年（昭和54年）2月1日 - 体育館落成
- 1983年（昭和58年）
  - 2月20日 - 永久校舎竣工（予算5億2700万円）
  - 4月1日 - 大泉・下泉・長方の三分校を本校に統合
- 2005年（平成17年）10月1日 - 町村合併により桜川市立坂戸小学校と改称

## 通学区
- 桜川市西飯岡、富岡、鍬田、久原、飯淵、大泉、堤上、下泉、本郷、長方、中泉、上野原地新田

## 交通
- JR東日本・水戸線 大和駅より徒歩約30分